# DVV Verzekeringen Trofee 2018-2019
De DVV Verzekeringen Trofee/Sack Zelfbouw Ladies Trophy 2018-2019 was het 32ste seizoen van het regelmatigheidscriterium in het veldrijden. Het klassement werd georganiseerd door Golazo en bestond enkel uit crossen in België. Bij de mannen won Mathieu van der Poel het eindklassement, bij de vrouwen Sanne Cant.

## Mannen elite

### Kalender en podia
| Datum      | Wedstrijd                                 | Cat. | Eerste               | Tweede                 | Derde                  | Leider in het klassement |
| ---------- | ----------------------------------------- | ---- | -------------------- | ---------------------- | ---------------------- | ------------------------ |
| 01/11/2018 | Koppenbergcross, Oudenaarde               | C1   | Toon Aerts           | Michael Vanthourenhout | Wout van Aert          | Toon Aerts               |
| 10/11/2018 | Jaarmarktcross, Niel                      | C1   | Mathieu van der Poel | Toon Aerts             | Laurens Sweeck         | Toon Aerts               |
| 18/11/2018 | Flandriencross, Hamme                     | C1   | Mathieu van der Poel | Tom Meeusen            | Laurens Sweeck         | Toon Aerts               |
| 15/12/2018 | Scheldecross, Antwerpen                   | C1   | Mathieu van der Poel | Wout van Aert          | Toon Aerts             | Toon Aerts               |
| 28/12/2018 | Azencross, Loenhout                       | C1   | Mathieu van der Poel | Wout van Aert          | Toon Aerts             | Toon Aerts               |
| 01/01/2019 | GP Sven Nys, Baal                         | C1   | Mathieu van der Poel | Toon Aerts             | Laurens Sweeck         | Mathieu van der Poel     |
| 06/01/2019 | Brussels Universities Cyclocross, Brussel | C2   | Mathieu van der Poel | Toon Aerts             | Michael Vanthourenhout | Mathieu van der Poel     |
| 09/02/2019 | Krawatencross, Lille                      | C1   | Mathieu van der Poel | Michael Vanthourenhout | Toon Aerts             | Mathieu van der Poel     |

### Eindstand
| Pos. | Renner                 | Team                           | OUD | NIE | HAM | ANT | LOE | BAA | BRU | LIL | Tijd     |
| ---- | ---------------------- | ------------------------------ | --- | --- | --- | --- | --- | --- | --- | --- | -------- |
| 1    | Mathieu van der Poel   | Corendon-Circus                | 21  | 1   | 1   | 1   | 1   | 1   | 1   | 1   | 8u07'41" |
| 2    | Toon Aerts             | Telenet-Fidea Lions            | 1   | 2   | 8   | 3   | 3   | 2   | 2   | 3   | + 1'26"  |
| 3    | Michael Vanthourenhout | Marlux-Bingoal                 | 2   | 15  | 5   | 4   | 4   | 9   | 3   | 2   | + 5'50"  |
| 4    | Laurens Sweeck         | Pauwels Sauzen-Vastgoedservice | 6   | 3   | 3   | 5   | 12  | 3   | 8   | 5   | + 8'21"  |
| 5    | Lars van der Haar      | Telenet-Fidea Lions            | 4   | 4   | 9   | 7   | 15  | 10  | 4   | 4   | + 8'39"  |
| 6    | Corné van Kessel       | Telenet-Fidea Lions            | 14  | 8   | 7   | 6   | 6   | 6   | 7   | 7   | + 9'46"  |
| 7    | Tom Meeusen            | Corendon-Circus                | 12  | 9   | 2   | 8   | 5   | 7   | –   | 17  | + 13'05" |
| 8    | Jens Adams             | Pauwels Sauzen-Vastgoedservice | 9   | 7   | 10  | 12  | 10  | 12  | 9   | 15  | + 13'15" |
| 9    | Kevin Pauwels          | Marlux-Bingoal                 | 8   | 18  | 13  | 11  | 11  | 5   | 11  | 14  | + 16'21" |
| 10   | Eli Iserbyt            | Marlux-Bingoal                 | 7   | 19  | –   | 19  | 9   | 4   | 5   | 20  | + 18'29" |

## Vrouwen elite

### Kalender en podia
| Datum      | Wedstrijd                                 | Cat. | Eerste                     | Tweede              | Derde             | Leidster in het klassement |
| ---------- | ----------------------------------------- | ---- | -------------------------- | ------------------- | ----------------- | -------------------------- |
| 01/11/2018 | Koppenbergcross, Oudenaarde               | C1   | Kim Van de Steene          | Alice Maria Arzuffi | Annemarie Worst   | Kim Van de Steene          |
| 10/11/2018 | Jaarmarktcross, Niel                      | C1   | Sanne Cant                 | Loes Sels           | Ellen Van Loy     | Kim Van de Steene          |
| 18/11/2018 | Flandriencross, Hamme                     | C1   | Annemarie Worst            | Sanne Cant          | Ellen Van Loy     | Sanne Cant                 |
| 15/12/2018 | Scheldecross, Antwerpen                   | C1   | Denise Betsema             | Lucinda Brand       | Laura Verdonschot | Sanne Cant                 |
| 28/12/2018 | Azencross, Loenhout                       | C1   | Lucinda Brand              | Sanne Cant          | Denise Betsema    | Sanne Cant                 |
| 01/01/2019 | GP Sven Nys, Baal                         | C1   | Jolanda Neff               | Sanne Cant          | Nikki Brammeier   | Sanne Cant                 |
| 06/01/2019 | Brussels Universities Cyclocross, Brussel | C2   | Ceylin del Carmen Alvarado | Loes Sels           | Laura Verdonschot | Sanne Cant                 |
| 09/02/2019 | Krawatencross, Lille                      | C1   | Sanne Cant                 | Denise Betsema      | Loes Sels         | Sanne Cant                 |

### Eindstand
| Pos. | Renster                    | Team                           | OUD | NIE | HAM | ANT | LOE | BAA | BRU | LIL | Tijd     |
| ---- | -------------------------- | ------------------------------ | --- | --- | --- | --- | --- | --- | --- | --- | -------- |
| 1    | Sanne Cant                 | Corendon-Circus                | 6   | 1   | 2   | 6   | 2   | 2   | 7   | 1   | 6u01'54" |
| 2    | Loes Sels                  | Pauwels Sauzen-Vastgoedservice | 11  | 2   | 5   | 5   | 5   | 4   | 2   | 3   | + 1'35"  |
| 3    | Nikki Brammeier            | MUDIIITA CYCLING               | 7   | 6   | 12  | 8   | 6   | 3   | 5   | 5   | + 5'03"  |
| 4    | Laura Verdonschot          | Marlux-Bingoal                 | –   | 5   | 6   | 3   | 4   | 8   | 3   | 8   | + 7'56"  |
| 5    | Ellen Van Loy              | Telenet-Fidea Lions            | 4   | 3   | 3   | –   | 9   | 12  | 12  | 6   | + 9'42"  |
| 6    | Katherine Compton          | Trek Cyclocross                | 12  | 21  | 7   | –   | 10  | 6   | 4   | 7   | + 14'58" |
| 7    | Eva Lechner                | Creafin-Tüv Süd                | 9   | 10  | 8   | 10  | –   | 5   | –   | 11  | + 15'45" |
| 8    | Alice Maria Arzuffi        | Steylaerts - 777               | 2   | –   | –   | 4   | –   | –   | 6   | 10  | + 20'50" |
| 9    | Denise Betsema             | Marlux-Bingoal                 | –   | –   | –   | 1   | 3   | –   |     | 2   | + 21'51" |
| 10   | Ceylin del Carmen Alvarado | Corendon-Circus                | –   | –   | –   | 4   | 7   | –   | 1   | –   | + 23'11" |

Kampioenschappen:  Wereldkampioenschappen ·
 Europese kampioenschappen ·
 Belgische kampioenschappen ·
 Nederlandse kampioenschappen
Klassementen:  Wereldbeker ·
 Superprestige ·
 DVV Verzekeringen/IJsboerke Trofee ·
 EKZ CrossTour ·
 TOI TOI Cup ·
 Coupe de France ·
 New England Series ·
 Copa de España
Overig:  Brico Cross ·
 Soudal Classics
Geen UCI-cat.:  Giro d'Italia Ciclocross
1987-1988 · 1988-1989 · 1989-1990 · 1990-1991 · 1991-1992 · 1992-1993 · 1993-1994 · 1994-1995 · 1995-1996 · 1996-1997 · 1997-1998 · 1998-1999 · 1999-2000 · 2000-2001 · 2001-2002 · 2002-2003 · 2003-2004 · 2004-2005 · 2005-2006 · 2006-2007 · 2007-2008 · 2008-2009 · 2009-2010 · 2010-2011 · 2011-2012 · 2012-2013 · 2013-2014 · 2014-2015 · 2015-2016 · 2016-2017 · 2017-2018 · 2018-2019 · 2019-2020 · 2020-2021 · 2021-2022 · 2022-2023 · 2023-2024 · 2024-2025